# Cantor-halmaz
A matematikában a Cantor-halmaz, Cantor-por vagy Cantor-diszkontinuum a valós számok egy meghatározott részhalmaza, amely több különleges tulajdonsággal bír:
- Kompakt, perfekt, totálisan összefüggéstelen és sehol sem sűrű
- Lebesgue-mértéke nulla
- önhasonló, és Hausdorff-dimenziója nem egész (fraktál)
- kontinuum számosságú

Henry John Stephen Smith 1874-ben felfedezte, és Georg Cantor 1883-ban bevezette. Az utóbbiról nevezték el.
Georg Cantor társaival együtt segített a modern általános topológia megalkotásában. Habár Cantor a halmazt általánosan, absztrakt eszközökkel alkotta meg, általában azt a halmazt hívjuk Cantor-halmaznak, ami a szakaszok középső harmadának iterált eltávolításával áll elő. Ezt a halmazt Cantor példának hozta fel, mint perfekt halmazt, ami sehol sem sűrű.
Általánosabban, egyes halmazokat vagy topologikus tereket is Cantor-halmaznak neveznek, ha néhány tulajdonságukban hasonlítanak a Cantor-halmazra. A megkövetelt tulajdonságuk függenek a részterülettől, és gyakran a szövegkörnyezettől is. A Cantor-halmazokkal homeomorf halmazok a Cantor-terek.

## Konstrukciója
A Cantor-halmaz így konstruálható:
Vesszük a {\displaystyle [0,1]} intervallumot. Ebből kivesszük a középső harmadát, vagyis a {\displaystyle \left({\frac {1}{3}},{\frac {2}{3}}\right)} nyílt intervallumot. Maradnak az {\displaystyle [0,{\tfrac {1}{3}}]} és az {\displaystyle [{\tfrac {2}{3}},1]} intervallumok. Mindegyiknek hasonlóan kidobjuk a középső harmadát, így marad {\displaystyle [0,{\tfrac {1}{9}}]}, {\displaystyle [{\tfrac {2}{9}},{\tfrac {1}{3}}]}, {\displaystyle [{\tfrac {2}{3}},{\tfrac {7}{9}}]} és {\displaystyle [{\tfrac {8}{9}},1]}. Ezekkel is hasonlóan járunk el, és így folytatjuk a végtelenségig. Az n-edik közelítés:
{\displaystyle C_{n}={\frac {C_{n-1}}{3}}\cup \left({\frac {2}{3}}+{\frac {C_{n-1}}{3}}\right).}
Az első hat iteráció ábrázolása:
Az n. iteráció után {\displaystyle 2^{n}} intervallum keletkezik, amelyek együtt az eredeti {\displaystyle {\left({\tfrac {2}{3}}\right)}^{n}}-részét fedik le. Minél több intervallumot tartalmaz, annál kevesebbet fednek le ezek az intervallumok. A Cantor-halmaz azokat a pontokat tartalmazza, amelyek minden törlés után megmaradtak. Határértékben, az összes {\displaystyle k\in \mathbb {N} }-re összemetszve a {\displaystyle k}. intervallumokat az eredeti intervallum hosszának nulla része marad, pedig a halmaz még mindig kontinuum számosságú. Ez a konstrukció rokon a Koch-görbe konstrukciójával.
A Cantor-halmaz explicit képlete:
{\displaystyle C=\bigcap _{m=1}^{\infty }\bigcap _{k=0}^{3^{m-1}-1}\left(\left[0,{\frac {3k+1}{3^{m}}}\right]\cup \left[{\frac {3k+2}{3^{m}}},1\right]\right)=\bigcap _{m=1}^{\infty }\bigcup _{k=0}^{3^{m-1}-1}\left(\left[{\frac {3k}{3^{m}}},{\frac {3k+1}{3^{m}}}\right]\cup \left[{\frac {3k+2}{3^{m}}},{\frac {3k+3}{3^{m}}}\right]\right).}
vagy
{\displaystyle C=[0,1]\setminus \bigcup _{m=1}^{\infty }\bigcup _{k=0}^{3^{m-1}-1}\left({\frac {3k+1}{3^{m}}},{\frac {3k+2}{3^{m}}}\right).}
A Cantor-halmaz elemei leírhatók úgy is, hogy hármas számrendszerben leírhatók 1-es tizedesjegy nélkül. Nemcsak az eltávolított intervallumok végpontjai maradnak benne: ezek éppen azok, amelyek végtelen sok 0-ra vagy 2-re végződnek. Például
{\displaystyle 1/3=2\cdot 3^{-2}+2\cdot 3^{-3}+2\cdot 3^{-4}+\cdots =0{,}0{\overline {2}}_{3}=0{,}1_{3}}
az első lépésben eltávolított intervallum bal végpontja. Az egyes jegy alkalmazása elkerülhető azzal, hogy a helyére nullát, a következő helyekre végtelen sok kettest írunk, ez szintén egész pontosan 1/3 lesz. (Lásd 0,999…).
A Cantor-halmaz nem minden pontja végpont. Például az 1/4 nem intervallum-végpont:
{\displaystyle 1/4=2\cdot 3^{-2}+2\cdot 3^{-4}+2\cdot 3^{-6}+\cdots =0{,}{\overline {02}}_{3}}
A Cantor-halmaz komplementere nem jellemezhető pontosan az elhagyott halmazokkal, hiszen az
{\displaystyle \bigcup _{m=1}^{\infty }\bigcup _{k=0}^{3^{m-1}-1}\left({\frac {3k+1}{3^{m}}},{\frac {3k+2}{3^{m}}}\right)}
halmazok nem diszjunktak.
Ezek a képletek bizonyíthatók önhasonlósági transzformációkkal.

## Összetétele
Mivel a Cantor-halmazt intervallumok elhagyásával kapjuk, ezért ezeknek a hosszát összeadva megkapjuk a komplementerének mértékét. Ez az összeg a
{\displaystyle \sum _{n=0}^{\infty }{\frac {2^{n}}{3^{n+1}}}={\frac {1}{3}}+{\frac {2}{9}}+{\frac {4}{27}}+{\frac {8}{81}}+\cdots ={\frac {1}{3}}\left({\frac {1}{1-{\frac {2}{3}}}}\right)=1.}
mértani sor. Mivel ez az összeg 1, ezért a Cantor-halmaz mértéke 1 – 1 = 0.
A számítás azt mutatja, hogy nem tartalmaz 0-nál hosszabb intervallumot.
Meglepő, hogy egyáltalán marad valami a halmazban, hiszen hossza 0. Jobban megnézve mindig csak üres intervallumokat távolítunk el, ezért kell valaminek maradni. Például a (1/3, 2/3) szakasz után bent marad az 1/3 és a 2/3. A további lépések bent hagyják ezeket a végpontokat, mert mindig a szakaszok belsejéből távolítunk el pontokat.
Először úgy tűnhet, hogy csak az intervallumok végpontjai maradtak, de számossági megokolások mutatják, hogy nem ez a helyzet, sőt, a nem intervallum-végpontok vannak többen. Hiszen intervallum-végpont megszámlálható sok van, a Cantor-halmaz viszont kontinuum számosságú. Például az 1/4 és a 3/10 is eleme a Cantor-halmaznak.

## Tulajdonságai

### Önhasonlóság
A Cantor-halmaz a fraktálok egyik első példája. Önhasonló, mivel két másolata lekicsinyítve és eltolva hozzá hasonlóvá válik. Pontosabban, az {\displaystyle f_{L}(x)=x/3} és a {\displaystyle f_{R}(x)=(2+x)/3} függvények a Cantor-halmaz önhasonlósági függvényei, amelyek homeomorfia erejéig invariánsan hagyják a Cantor-halmazt: {\displaystyle f_{L}(C)\cong f_{R}(C)\cong C.}
{\displaystyle f_{L}} és {\displaystyle f_{R}} iterációja végtelen bináris faként szemléltethető: a fa minden csúcsában eldöntjük, hogy a két függvény közül melyiket választjuk. Az {\displaystyle \{f_{L},f_{R}\}} halmaz a függvénykompozícióra monoidot alkot, mégpedig a diadikus monoidot.
A bináris fa automorfizmusai tartalmazzák a hiperbolikus forgatásokat, és a moduláris csoportját. Így a Cantor-halmaz homogén tér abban az értelemben, hogy a Cantor-halmaz bármely {\displaystyle x} és {\displaystyle y} eleméhez van {\displaystyle h:C\to C} homeomorfizmus, hogy {\displaystyle h(x)=y}. Ezek a homeomorfizmusok Möbius-transzformációként explicit kifejezhetők.
Minkowski- és Hausdorff-dimenziója {\displaystyle D=\ln(2)/\ln(3)=0{,}6309\ldots }.

### Mérték és valószínűség
A Cantor-halmaz tekinthető kettes számrendszerbeli sorozatok kompakt csoportjának, ezért természetesen definiálható rajta Haar-mérték. Ha ezt normalizáljuk, hogy a teljes halmazé egy legyen, akkor érmefeldobások végtelen sorozatait modellezi. Továbbá belátható, hogy az intervallumok szokásos Lebesgue-mértéke megfelel a Cantor-halmaznak azon részhalmazának a Haar-mértékével, ami a természetes megfeleltetésben a szakasz képe. Ez a mérték a szinguláris mérték kanonikus példája. Megmutatható az is, hogy a Haar-mérték bármely valószínűség képe, amitől a Cantor-halmaz univerzális valószínűségi térré válik.
A Lebesgue-mérték elméletében a Cantor-halmaz egy példa a nulla mértékű megszámlálhatatlan halmazra.

### Számosság
A {\displaystyle \{0,1\}} kételemű halmaz megszámlálható végtelen sok tényezős Descartes-szorzata azoknak a végtelen sorozatoknak a halmaza, amelyek a nulla-egy értékeket tartalmazhatják, vagyis az {\displaystyle x:\mathbb {N} \to \{0,1\}} függvények halmaza. Jele {\displaystyle 2^{\mathbb {N} }}. A triadikus kifejtés természetes megfeleltetést is ad a Cantor-halmaz és a {\displaystyle 2^{\mathbb {N} }} halmaz között: a Cantor-halmaz harmadik számrendszerbeli alakjában a 2-eseket 1-re cserélve {\displaystyle 2^{\mathbb {N} }}-t kapjuk, és fordítva, ha az egyesek helyett ketteseket írunk, akkor a Cantor-halmazhoz jutunk. Például az 1/4-nek megfelel az {\displaystyle (0,1,0,1,\ldots )}. A függvény képlete:
{\displaystyle f{\bigg (}\sum _{k=1}^{\infty }a_{k}3^{-k}{\bigg )}=\sum _{k=1}^{\infty }{\frac {a_{k}}{2}}2^{-k}.}
A {\displaystyle 2^{\mathbb {N} }} halmaz természetes topológiája a {0,1} halmaz szorzattopológiája, amit a {0,1} diszkrét topológiája indukál. A fent definiált leképezés homeomorfizmus a Cantor-halmaz és a {\displaystyle 2^{\mathbb {N} }} halmaz között; ezért az utóbbit Cantor-térnek is nevezik.
A kontinuum számosság bizonyításához elég a függvény szürjektív tulajdonsága, mivel a számosság nem lehet nagyobb, hiszen a Cantor-halmaz a [0,1] intervallum része.
Egy sejtés szerint az algebrai irracionális számok normálisak, tehát minden jegy és jegysorozat egyenletes eloszlással jelenik meg bennük. Mivel a Cantor-halmaz elemei hármas számrendszerben felírhatók az 1-es jegy nélkül, ha a sejtés igaz, akkor csak racionális és transzcendens számok fordulnak elő a halmazban.
A Cantor-halmaz hasonlít a [0,1] intervallumban levő irracionális számok halmazához abban, hogy nem tartalmaz nem nulla hosszú szakaszt, de emellett zárt is, és sehol sem sűrű, ami az irracionális számokra nem igaz.

### Topológiai és analitikai tulajdonságok
Ahogy a fentiek mutatják, a Cantor-halmaz számossága kontinuum, de Lebesgue-mértéke nulla. Komplementere előáll nyílt halmazok uniójaként, ezért a valós számok halmazának zárt részhalmaza, ezért teljes metrikus tér. Teljesen korlátos is, így a Heine–Borel-tétel miatt kompakt is.
A Cantor-halmaz összes pontjához tetszőlegesen közel található olyan szám, amely hármas számrendszerben felírható 1-es harmadosjegy nélkül, de olyan is, ami nem írható fel így. Eszerint a Cantor-halmaz minden pontja torlódási pont, de egyik sem belső pont. Egy zárt halmaz perfekt, ha minden pontja torlódási pont. Egy halmaz sehol sem sűrű, ha nincsenek belső pontjai.
A Cantor-halmaz pontjai a Cantor-halmaz komplementerének is torlódási pontjai.
A Cantor-halmaz két különböző pontjának van egy harmadosjegye, amiben először különböznek: az egyikben 0, a másikban 2 ez a jegy. Ha kettéosztjuk a Cantor-halmazt aszerint, hogy ezen a helyen 0 vagy 2 áll, akkor a Cantor-halmazt két zárt halmazra bontottuk, amelyek elválasztják a két pontot. A Cantor-halmaz topológiájában ezek a halmazok nyíltak is. Eszerint a Cantor-halmaz totálisan összefüggéstelen, és mivel kompakt Hausdorff-tér is, a Cantor-halmaz a Stone-terekre is példa.
Topologikus térként a Cantor-halmaz természetesen homeomorf a {\displaystyle \{0,1\}} megszámlálható végtelen szorzatával, ahol minden másolat a diszkrét topológiával van ellátva. Ez az összes
{\displaystyle 2^{\mathbb {N} }=\{(x_{n})\vert x_{n}\in \{0,1\}{\mbox{ for }}n\in \mathbb {N} \}}
sorozat tere, ami azonosítható a 2-adikus egészekkel. A szorzattopológia bázisát a cilinderhalmazok generálják; a homeomorfizmus ezeket a Cantor-halmaz topológiájára képezi le, amely topológiát a valós számokból örökölt. Tyihinov tételével ez újra a kompaktságot igazolja, hiszen kompakt terek szorzata.
A fenti jellemzés szerint a Cantor-halmaz homeomorf a p-adikus egészekkel, és a p-adikus számokkal.
A Cantor-halmaz, mint a valós számok részhalmaza, örökli a valós számok metrikáját. Ez metrika lesz rajta is, mint altéren. Egy másik lehetséges metrika a 2-adikus egészek metrikája {\displaystyle 2^{\mathbb {N} }}-ben: ha {\displaystyle (x_{n}),(y_{n})\in 2^{\mathbb {N} }} sorozatok, akkor távolságuk {\displaystyle d((x_{n}),(y_{n}))=1/k}, ahol k az első jegy helye, ahol különböznek. Ha nincs ilyen index, akkor a két sorozat ugyanaz, és távolságuk nulla. Mindkét metrika ugyanazt a topológiát generálja a Cantor-halmazon.
Ahogy fent már láttuk, a Cantor-halmaz totálisan összefüggéstelen perfekt kompakt metrikus tér. Sőt, ebben az értelemben az egyetlen ilyen: minden nem üres, totálisan összefüggéstelen kompakt metrikus tér homeomorf a Cantor-halmazzal. Ezek a Cantor-terek.
A Cantor-halmazt szokták univerzálisnak hívni a kompakt metrikus terek kategóriájában, mivel minden kompakt metrikus tér a Cantor-halmaz folytonos képe. Azonban a konstrukció nem egyértelmű, így a kategóriaelmélet szerint nem univerzális. Mindenesetre ez a tulajdonsága fontos a funkcionálanalízisben, ahol a kompakt metrikus terek reprezentációtételének is nevezik.
Ha q egész, akkor a G=Zqω topológiája diszkrét. Habár a Pontryagin-duális csoport, Γ is Zqω, Γ topológiája kompakt. Belátható, hogy Γ totálisan összefüggéstelen és perfekt, tehát homeomorf a Cantor-halmazzal. A homeomorfia a legkönnyebben a q = 2 esetben fejezhető ki. (Lásd Rudin 1962, 40.)

## Cantor-eloszlás és Cantor-függvény
A Cantor-eloszlás szorosan kapcsolódik a Cantor-halmazhoz, és ahhoz hasonlóan konstruálható. Eloszlásfüggvényét Cantor-függvénynek nevezik.
A Cantor-eloszlás példa a folytonos szinguláris eloszlásra, amelyek szingulárisak a Lebesgue-mértékre, de eloszlásfüggvényük folytonos.

## Más Cantor-halmazok
A Cantor-halmazhoz hasonló módszerekkel kapott hasonló tulajdonságú halmazok a Cantor-halmazok. Az elhagyott intervallumok helye, hossza és száma változó:
Legyen adva a valós számok {\displaystyle [a,b]} intervalluma! Az első lépésben eltávolítunk belőle véges sok diszjunkt nyílt intervallumot, de legalább egyet, és marad legalább 2, de véges sok zárt intervallum.
A második lépésben ehhez hasonlóan megint véges sok nyílt intervallumot távolítunk el minden kis megmaradt intervallumból.
Ezt iterálva végtelen sok lépés után azok a pontok maradnak, amelyek nem tartoztak bele egy eltávolított intervallumba sem.
Megmutatható, hogy az így kapott Cantor-halmazok homeomorfak, és kontinuum számosságúak, vagyis ugyanaz a számosságuk, mint a valós számoké. Az elhagyott és a megmaradt intervallumok arányának megválasztásával minden adott [0,1]-beli számhoz található Cantor-halmaz, aminek ez a dimenziója.
A Smith–Volterra–Cantor-halmaz úgy készül, hogy az n-edik lépésben az egyes szakaszok középső harmada helyett a középső 1/(2n+2) arányú részét távolítjuk el (tehát egy 1/22n hosszú részt). Az elhagyott intervallumok hossza összesen
{\displaystyle \sum _{n=0}^{\infty }2^{n}(1/2^{2n+2})={\frac {1}{4}}+{\frac {1}{8}}+{\frac {1}{16}}+\cdots ={\frac {1}{2}}\,}
így a Smith–Volterra–Cantor-halmaz hossza 1/2. A pozitív Lebesgue-mérték ellenére még ez a halmaz is sehol sem sűrű tulajdonságú.
|  |  |

A Cantor-por a Cantor-halmaz magasabb dimenziós változata. Ezek a porok a Cantor-halmaz véges Descartes-hatványai. Ahogy a Cantor-halmaznak, a Cantor-poroknak is nulla a mértéke.
A Cantor-halmaz egy másik síkbeli megfelelője a Sierpiński-szőnyeg, térbeli megfelelője a Menger-szivacs.

## Történeti megjegyzések
Cantor eredetileg absztrakt módszerekkel alkotta meg a halmazcsaládot, és a ma Cantor-halmazként ismert fraktált csak példaként hozta fel, mint sehol sem sűrű perfekt halmazt. Cikkében több hasonló konstrukciót is felhoz az absztrakt módszerek alkalmazásaként.
Abban az időben ezt a halmazt absztraktnak tekintették, maga Cantor olyan ponthalmazt akart szerkeszteni, ahol a trigonometrikus sorok divergálhatnak. Továbbhaladva a végtelen halmazok általános absztrakt elméletével kezdett foglalkozni.